# Прапор Новгорода-Сіверського
Пра́пор Новгорода-Сіверського — міський стяг міста Новгород-Сіверський.
Автори — Андрій Гречило та Ігор Ситий.

## Опис
Квадратне полотнище складається з трьох горизонтальних смуг білого, зеленого і білого кольорів (1:6:1). У центрі зеленої смуги жовта шестипроменева зірка, зліва — жовтий спис, праворуч — жовта шабля.

## Зміст
Для прапора використано елементи та колористику із герба міста.